# نوکیا ۱۶۱۱
نوکیا ۱۶۱۱ (انگلیسی: Nokia 1611) یک مدل گوشی تلفن ساخته شده توسط شرکت نوکیا بود.